# Topologías de progresión aritmética
En las ramas de las matemáticas de la topología general y de la teoría de números, se pueden definir varias topologías de progresión aritmética, un tipo de topologías definidas en el conjunto {\displaystyle \mathbb {Z} } de los números enteros o en el conjunto {\displaystyle \mathbb {Z} _{>0}} de los números enteros positivos tomando como base una colección adecuada de progresiones aritméticas, sucesiones de la forma {\displaystyle \{b,b+a,b+2a,...\}} o {\displaystyle \{...,b-2a,b-a,b,b+a,b+2a,...\}.} Los conjuntos abiertos serán entonces uniones de progresiones aritméticas de la colección. Tres ejemplos son la topología de Furstenberg sobre {\displaystyle \mathbb {Z} }; y la topología de Golomb y la topología de Kirch sobre {\displaystyle \mathbb {Z} _{>0}}. A continuación se ofrecen definiciones precisas.
Hillel Furstenberg introdujo la primera topología para proporcionar una demostración topológica de la infinitud de los números primos. La segunda topología fue estudiada por Solomon W. Golomb y proporciona un ejemplo de un espacio de Hausdorff numerable que es conexo. La tercera topología, introducida por A.M. Kirch, es un ejemplo de un espacio de Hausdorff numerable e infinito que es conexo y localmente conexo. Estas topologías también tienen interesantes propiedades de separación y de homogeneidad.
El concepto de topología de progresión aritmética puede generalizarse a cualquier dominio de Dedekind.

## Construcción
Las progresiones aritméticas bilaterales en {\displaystyle \mathbb {Z} } son subconjuntos de la forma:
{\displaystyle a\mathbb {Z} +b:=\{an+b:n\in \mathbb {Z} \},}
donde {\displaystyle a,b\in \mathbb {Z} } y {\displaystyle a>0.} La intersección de dos de estas progresiones aritméticas es vacía o es otra progresión aritmética de la misma forma:
{\displaystyle (a\mathbb {Z} +b)\cap (c\mathbb {Z} +b)={\text{mcm}}(a,c)\mathbb {Z} +b,}
donde {\displaystyle {\text{mcm}}(a,c)} es el mínimo común múltiplo de {\displaystyle a} y {\displaystyle c.}
De forma similar, las progresiones aritméticas unilaterales en {\displaystyle \mathbb {Z} _{>0}=\{1,2,...\}} son subconjuntos de la forma:
{\displaystyle a\mathbb {N} +b:=\{an+b:n\in \mathbb {N} \}=\{b,a+b,2a+b,...\},}
con {\displaystyle \mathbb {N} =\{0,1,2,...\}} y {\displaystyle a,b>0}. La intersección de dos de estas progresiones aritméticas es vacía o es otra progresión aritmética de la misma forma:
{\displaystyle (a\mathbb {N} +b)\cap (c\mathbb {N} +d)={\text{mcm}}(a,c)\mathbb {N} +q,}
siendo {\displaystyle q} igual al elemento más pequeño de la intersección.
Esto demuestra que toda intersección no vacía de un número finito de progresiones aritméticas es, a su vez, una progresión aritmética. Se puede definir una topología sobre {\displaystyle \mathbb {Z} } o {\displaystyle \mathbb {Z} _{>0}} eligiendo una colección {\displaystyle {\mathcal {B}}} de progresiones aritméticas, declarando todos los elementos de {\displaystyle {\mathcal {B}}} como conjuntos abiertos y tomando la topología generada por estos. Si cualquier intersección no vacía de dos elementos de {\displaystyle {\mathcal {B}}} es, a su vez, un elemento de {\displaystyle {\mathcal {B}}}, la colección {\displaystyle {\mathcal {B}}} será un base para la topología. En general, será una subbase para la topología, y el conjunto de todas las progresiones aritméticas que son intersecciones finitas no vacías de elementos de {\displaystyle {\mathcal {B}}} será una base para la topología. A continuación se presentan tres casos especiales.
La topología de Furstenberg, o topología de enteros uniformemente espaciados, sobre el conjunto {\displaystyle \mathbb {Z} } de los números enteros se obtiene tomando como base la colección de todos los {\displaystyle a\mathbb {Z} +b} con {\displaystyle a,b\in \mathbb {Z} } y {\displaystyle a>0.}
La topología de Golomb,, o topología de enteros relativamente primos, del conjunto {\displaystyle \mathbb {Z} _{>0}} de los números enteros positivos se obtiene tomando como base la colección de todos los conjuntos {\displaystyle a\mathbb {N} +b} con {\displaystyle a,b>0}, {\displaystyle a} y {\displaystyle b} y números coprimos. De manera equivalente, la subcolección de dichos conjuntos con la condición adicional de que {\displaystyle b<a}, también forma una base para la topología. El espacio topológico correspondiente se denomina espacio de Golomb.
La topología de Kirch, o topología de enteros primos, sobre el conjunto {\displaystyle \mathbb {Z} _{>0}} de enteros positivos se obtiene tomando como subbase la colección de todos los {\displaystyle p\mathbb {N} +b} con {\displaystyle b>0} y {\displaystyle p} primos no divisibles por {\displaystyle b.} y
Equivalentemente, se puede tomar como subbase la colección de todos los {\displaystyle p\mathbb {N} +b} con {\displaystyle p} primos y {\displaystyle 0<b<p}. Una "base" para la topología consiste en todos los {\displaystyle a\mathbb {N} +b} con primos relativos {\displaystyle a,b>0} y {\displaystyle a} un entero libre de cuadrados (o lo mismo con la condición adicional de que {\displaystyle b<a}). El espacio topológico correspondiente se denomina "espacio de Kirch".
Las tres topologías están relacionadas en el sentido de que todo conjunto abierto en la topología de Kirch es abierto en la topología de Golomb, y todo conjunto abierto en la topología de Golomb es abierto en la topología de Fürstenberg (restringido al subespacio {\displaystyle \mathbb {Z} _{>0}}). En el conjunto {\displaystyle \mathbb {Z} _{>0}}, la topología de Kirch es más gruesa que la topología de Golomb, que a su vez es más gruesa que la topología de Furstenberg.

## Propiedades
La topología de Golomb y la topología de Kirch son de Hausdorff, pero no regulares.
La topología de Furstenberg es de Hausdorff y regular. Es espacio metrizable, pero no completamente metrizable. De hecho, es un homeomorfismo con respecto a los números racionales {\displaystyle \mathbb {Q} }, con topología traza heredada de la recta real. Broughan ha demostrado que la topología de Furstenberg está estrechamente relacionada con la completación p-ádica de los números racionales.
En cuanto a las propiedades de conectividad, la topología de Furstenberg es totalmente disconexa. La topología de Golomb es conexa, pero no localmente conexa. La topología de Kirch es conexa y localmente conexa.
Los enteros con la topología de Furstenberg forman un espacio homogéneo, porque es un anillo topológico. En cierto sentido, la única topología en {\displaystyle \mathbb {Z} } para la que es un anillo.  Por el contrario, el espacio de Golomb y el espacio de Kirch son topológicamente rígidos; el único auto-homeomorfismo es el trivial.

## Relación con la infinitud de los números primos
Tanto la topología de Furstenberg como la de Golomb proporcionan una prueba de que existen infinitos números primos.. Un esquema de la prueba es el siguiente:
1. Elíjase un número primo p y obsérvese que el entero (positivo, en el caso del espacio de Golomb) son una unión de un número finito de clases de residuos módulo p. Cada clase de residuo es una progresión aritmética y, por lo tanto, un conjunto clopen.
2. Considérense los múltiplos de cada primo. Estos múltiplos son una clase de residuo (por lo tanto, cerrada), y la unión de estos conjuntos son todos los enteros (de Golomb: positivos) excepto la unidad ±1.
3. Si hay un número finito de primos, esa unión es un conjunto cerrado, por lo que su complemento ({±1}) es abierto.
4. Pero todo conjunto abierto no vacío es infinito, por lo que {±1} no es abierto.

## Generalizaciones
La topología de Furstenberg es un caso especial de la topología profinita en un grupo. En detalle, es la topología inducida por la inclusión {\displaystyle \mathbb {Z} \subset {\hat {\mathbb {Z} }}}, donde {\displaystyle {\hat {\mathbb {Z} }}} es el anillo entero profinito con su topología profinita.
La noción de progresión aritmética tiene sentido en {\displaystyle \mathbb {Z} }-módulos arbitrarios, pero la construcción de una topología a partir de ellos se basa en la clausura bajo la intersección. En cambio, la generalización correcta construye una topología a partir de ideales de un dominio de Dedekind. Este procedimiento produce un gran número de conjuntos conexos de Hausdorff, numerablemente infinitos, pero si diferentes dominios de Dedekind pueden producir espacios topológicos homeomorfos es un tema de investigación actual.